# Serie B 2012-2013 (hockey su pista)
La Serie B 2012-2013 è stato il torneo di terzo livello del campionato italiano di hockey su pista per la stagione 2012-2013. Esso è stato organizzato dalla Lega Nazionale Hockey su mandato della Federazione Italiana Hockey e Pattinaggio.
Al termine del campionato sono stati promossi in Serie A2 il Castiglione e il Forte dei Marmi (B).

## Prima fase

### Girone A

#### Squadre partecipanti
| Club               | Città                | Impianto                       | Stagione precedente                             |
| ------------------ | -------------------- | ------------------------------ | ----------------------------------------------- |
| Agrate Brianza     | Agrate Brianza (MB)  | Centro Sportivo Santa Caterina | 5° in Serie B girone A                          |
| Amatori Lodi (B)   | Lodi                 | PalaCastellotti                | 1º in Serie B girone A                          |
| Amatori Modena (B) | Modena               | PalaMolza                      | n.d.                                            |
| ASD Novara (B)     | Novara               | Palasport Dal Lago             | 4° in Serie B girone A                          |
| La Mela            | Montale Rangone (MO) | Palaroller                     | 4º in Serie B girone B                          |
| Monza e Brianza    | Monza                | PalaRovagnati di Biassono (MB) | 3° in Serie B girone A, 4º girone A fase finale |
| Pesaro             | Pesaro               | PalaCampanara                  | n.d.                                            |
| Pico Mirandola     | Mirandola (MO)       | Palazzetto dello sport         | n.d.                                            |
| Roller Lodi        | Lodi                 | PalaCastellotti                | 2º in Serie B girone A                          |
| Rotellistica 93    | Novara               | Palasport Dal Lago             | n.d.                                            |

#### Classifica finale
|  | Pos. | Squadra            | Pt | G  | V  | N | P  | GF  | GS  | DR  |
|  | ---- | ------------------ | -- | -- | -- | - | -- | --- | --- | --- |
|  | 1.   | La Mela            | 52 | 18 | 17 | 1 | 0  | 140 | 67  | +73 |
|  | 2.   | Roller Lodi        | 38 | 18 | 12 | 2 | 4  | 99  | 73  | +26 |
|  | 3.   | Amatori Lodi (B)   | 37 | 18 | 12 | 1 | 5  | 138 | 77  | +61 |
|  | 4.   | Pico Mirandola     | 33 | 18 | 10 | 3 | 5  | 82  | 62  | +20 |
|  | 5.   | Amatori Modena (B) | 27 | 17 | 8  | 3 | 6  | 74  | 70  | +4  |
|  | 6.   | Monza e Brianza    | 26 | 18 | 8  | 2 | 8  | 98  | 91  | +7  |
|  | 7.   | Agrate Brianza     | 21 | 18 | 6  | 3 | 9  | 123 | 107 | +16 |
|  | 8.   | Pesaro             | 11 | 18 | 3  | 2 | 13 | 81  | 162 | -81 |
|  | 9.   | Rotellistica 93    | 9  | 17 | 3  | 0 | 14 | 79  | 136 | -57 |
|  | 10.  | ASD Novara (B)     | 4  | 18 | 1  | 1 | 16 | 71  | 140 | -69 |

Legenda:
  Qualificato alle final eight.
Note:
Tre punti a vittoria, uno per il pareggio, zero a sconfitta.

### Girone B

#### Squadre partecipanti
| Club                | Città                          | Impianto              | Stagione precedente                             |
| ------------------- | ------------------------------ | --------------------- | ----------------------------------------------- |
| ASH Viareggio (B)   | Viareggio (LU)                 | PalaBarsacchi         | 7º in Serie B girone D                          |
| Castiglione         | Castiglione della Pescaia (GR) | Pala Casa Mora        | 4° in Serie A2, autoretrocesso                  |
| CGC Viareggio (B)   | Viareggio (LU)                 | PalaBarsacchi         | 2º in Serie B girone D, 3º girone A fase finale |
| Follonica (B)       | Follonica (GR)                 | Pista Armeni          | 1º in Serie B girone D, 3º girone D fase finale |
| Forte dei Marmi (B) | Forte dei Marmi (LU)           | PalaForte             | 5º in Serie B girone D                          |
| Prato 1954 (B)      | Prato                          | PalaConsiag           | 4º in Serie B girone D, 2º girone B fase finale |
| Sarzana (B)         | Sarzana (SP)                   | Pista Vecchio Mercato | n.d.                                            |
| Siena               | Siena                          | Palasport Costone     | 6º in Serie B girone D                          |
| SPV Viareggio       | Viareggio (LU)                 | PalaBarsacchi         | 8º in Serie B girone D                          |

#### Classifica finale
|  | Pos. | Squadra             | Pt | G  | V  | N | P  | GF  | GS  | DR   |
|  | ---- | ------------------- | -- | -- | -- | - | -- | --- | --- | ---- |
|  | 1.   | Castiglione         | 40 | 16 | 13 | 1 | 2  | 123 | 60  | +63  |
|  | 2.   | Follonica (B)       | 35 | 16 | 11 | 2 | 3  | 125 | 86  | +39  |
|  | 3.   | CGC Viareggio (B)   | 35 | 16 | 11 | 2 | 3  | 81  | 71  | +10  |
|  | 4.   | Forte dei Marmi (B) | 34 | 16 | 11 | 1 | 4  | 109 | 54  | +55  |
|  | 5.   | Siena               | 23 | 16 | 7  | 2 | 7  | 100 | 96  | +4   |
|  | 6.   | Prato 1954 (B)      | 20 | 16 | 6  | 2 | 8  | 66  | 59  | +7   |
|  | 7.   | Sarzana (B)         | 14 | 16 | 4  | 2 | 10 | 78  | 95  | -17  |
|  | 8.   | SPV Viareggio       | 6  | 16 | 2  | 0 | 14 | 67  | 125 | -58  |
|  | 9.   | ASH Viareggio (B)   | 3  | 16 | 1  | 0 | 15 | 46  | 149 | -103 |

Legenda:
  Qualificato alle final eight.
Note:
Tre punti a vittoria, uno per il pareggio, zero a sconfitta.

#### Play-off girone B
|  | Quarti di finale | Quarti di finale    | Quarti di finale    | Quarti di finale | Quarti di finale |  |  | Semifinali | Semifinali          | Semifinali | Semifinali          | Semifinali          |   |   | Finale | Finale        | Finale        | Finale | Finale |  |
|  |                  |                     |                     |                  |                  |  |  |            |                     |            |                     |                     |   |   |        |               |               |        |        |  |
|  | 2                | Follonica (B)       | Follonica (B)       | 10               | 19               |  |  |            |                     |            |                     |                     |   |   |        |               |               |        |        |  |
|  | 9                | ASH Viareggio (B)   | ASH Viareggio (B)   | 5                | 1                |  |  | 2          | Follonica (B)       | 6          | 10                  | 11                  |   |   |        |               |               |        |        |  |
|  | 5                | Siena               | Siena               | 4                | 10               |  |  | 5          | Siena               | 8          | 2                   | 2                   |   |   |        |               |               |        |        |  |
|  | 6                | Prato 1954 (B)      | Prato 1954 (B)      | 2                | 6                |  |  |            |                     |            |                     |                     |   |   | 2      | Follonica (B) | Follonica (B) | 5      | 4      |  |
|  | 4                | Forte dei Marmi (B) | Forte dei Marmi (B) | 6                | 9                |  |  |            |                     | 4          | Forte dei Marmi (B) | Forte dei Marmi (B) | 6 | 5 |        |               |               |        |        |  |
|  | 7                | Sarzana (B)         | Sarzana (B)         | 2                | 3                |  |  | 4          | Forte dei Marmi (B) | 5          | 7                   | 5                   |   |   |        |               |               |        |        |  |
|  | 3                | CGC Viareggio (B)   | CGC Viareggio (B)   | 9                | 11               |  |  | 3          | CGC Viareggio (B)   | 6          | 6                   | 4                   |   |   |        |               |               |        |        |  |
|  | 8                | SPV Viareggio       | SPV Viareggio       | 3                | 0                |  |  |            |                     |            |                     |                     |   |   |        |               |               |        |        |  |

### Girone C

#### Squadre partecipanti
| Club               | Città           | Impianto       | Stagione precedente         |
| ------------------ | --------------- | -------------- | --------------------------- |
| AFP Giovinazzo (B) | Giovinazzo (BA) | PalaPansini    | 3º in Serie B girone E      |
| Matera (B)         | Matera          | Sportintenda   | 1º in Serie B girone E      |
| Molfetta 2012 (B)  | Molfetta (BA)   | PalaFiorentini | 4º in Serie B girone E      |
| Roller Salerno     | Salerno         | PalaTulimieri  | 11° in Serie A2, retrocesso |

#### Classifica finale
|  | Pos. | Squadra            | Pt | G | V | N | P | GF | GS | DR  |
|  | ---- | ------------------ | -- | - | - | - | - | -- | -- | --- |
|  | 1.   | Roller Salerno     | 15 | 6 | 5 | 0 | 1 | 42 | 20 | +22 |
|  | 2.   | AFP Giovinazzo (B) | 15 | 6 | 5 | 0 | 1 | 25 | 17 | +8  |
|  | 3.   | Molfetta 2012 (B)  | 3  | 6 | 1 | 0 | 5 | 21 | 34 | -13 |
|  | 4.   | Matera (B)         | 3  | 6 | 1 | 0 | 5 | 17 | 34 | -17 |

Legenda:
  Qualificato alle final eight.
Note:
Tre punti a vittoria, uno per il pareggio, zero a sconfitta.

### Girone D

#### Squadre partecipanti
| Club                  | Città                     | Impianto                         | Stagione precedente                             |
| --------------------- | ------------------------- | -------------------------------- | ----------------------------------------------- |
| Amatori Breganze      | Breganze (VI)             | PalaFerrarin                     | n.d.                                            |
| Bassano (B)           | Bassano del Grappa (VI)   | PalaSind                         | 5º in Serie B girone C                          |
| Bassano (C)           | Bassano del Grappa (VI)   | PalaSind                         | n.d.                                            |
| Breganze (B)          | Breganze (VI)             | PalaFerrarin                     | 7º in Serie B girone C                          |
| Marzotto Valdagno (B) | Valdagno (VI)             | PalaLido                         | 4º in Serie B girone C                          |
| Montebello            | Montebello Vicentino (VI) | Palasport di Montebello          | 2º in Serie B girone C, 2º girone A fase finale |
| Montecchio M.         | Montecchio Maggiore (VI)  | Palasport di Montecchio Maggiore | 3º in Serie B girone C                          |
| Roller Bassano (B)    | Bassano del Grappa (VI)   | PalaSind                         | 8º in Serie B girone C                          |
| Sandrigo (B)          | Sandrigo (VI)             | Palasport di Sandrigo            | 2º in Serie B girone C, 4º girone B fase finale |
| Thiene (B)            | Thiene (VI)               | PalaCeccato                      | 9º in Serie B girone C                          |
| Trissino (B)          | Trissino (VI)             | Palasport di Trissino            | 6º in Serie B girone C                          |
| Villach               | Villaco (Austria)         | Ballspielhalle Lind              | 10º in Serie B girone C                         |

#### Classifica finale
|  | Pos. | Squadra               | Pt | G  | V  | N | P  | GF  | GS  | DR  |
|  | ---- | --------------------- | -- | -- | -- | - | -- | --- | --- | --- |
|  | 1.   | Marzotto Valdagno (B) | 46 | 22 | 13 | 7 | 2  | 135 | 76  | +59 |
|  | 2.   | Montecchio M.         | 45 | 22 | 14 | 3 | 5  | 97  | 77  | +20 |
|  | 3.   | Amatori Breganze      | 44 | 22 | 14 | 2 | 6  | 147 | 109 | +38 |
|  | 4.   | Bassano (B)           | 38 | 22 | 11 | 5 | 6  | 109 | 95  | +14 |
|  | 5.   | Sandrigo (B)          | 37 | 22 | 11 | 4 | 7  | 115 | 98  | +17 |
|  | 6.   | Montebello            | 36 | 22 | 11 | 3 | 8  | 147 | 104 | +43 |
|  | 7.   | Roller Bassano (B)    | 33 | 22 | 10 | 3 | 9  | 94  | 118 | -24 |
|  | 8.   | Bassano (C)           | 29 | 22 | 9  | 2 | 11 | 95  | 104 | -9  |
|  | 9.   | Thiene (B)            | 24 | 22 | 7  | 3 | 12 | 122 | 141 | -19 |
|  | 10.  | Trissino (B)          | 20 | 22 | 6  | 2 | 14 | 94  | 137 | -43 |
|  | 11.  | Villach               | 17 | 22 | 5  | 2 | 15 | 131 | 187 | -56 |
|  | 12.  | Breganze (B)          | 9  | 22 | 3  | 0 | 19 | 98  | 138 | -40 |

Legenda:
  Qualificato alle final eight.
Note:
Tre punti a vittoria, uno per il pareggio, zero a sconfitta.

## Final Eight
Le Final Eight della serie B 2012-2013 si sono disputate presso il Pala Casa Mora a Castiglione della Pescaia dal 17 al 19 maggio 2013.

### Girone 1
|                | 1ª giornata                          |       |
| -------------- | ------------------------------------ | ----- |
| 17 maggio 2013 | La Mela – Amatori Lodi B             | 9 – 2 |
| 17 maggio 2013 | Forte dei Marmi B – Amatori Breganze | 7 – 5 |

|                | 2ª giornata                        |       |
| -------------- | ---------------------------------- | ----- |
| 18 maggio 2013 | Amatori Lodi B - Forte dei Marmi B | 1 – 6 |
| 18 maggio 2013 | Amatori Breganze - La Mela         | 3 – 6 |

|                | 3ª giornata                       |       |
| -------------- | --------------------------------- | ----- |
| 18 maggio 2013 | La Mela - Forte dei Marmi B       | 1 – 3 |
| 18 maggio 2013 | Amatori Breganze - Amatori Lodi B | 3 – 4 |

|  | Pos. | Squadra             | Pt | G | V | N | P | GF | GS | DR  |
|  | ---- | ------------------- | -- | - | - | - | - | -- | -- | --- |
|  | 1.   | Forte dei Marmi (B) | 9  | 3 | 3 | 0 | 0 | 16 | 7  | +9  |
|  | 2.   | La Mela             | 6  | 3 | 2 | 0 | 1 | 16 | 8  | +8  |
|  | 3.   | Amatori Lodi (B)    | 3  | 3 | 1 | 0 | 2 | 7  | 18 | -11 |
|  | 4.   | Amatori Breganze    | 0  | 3 | 0 | 0 | 3 | 11 | 17 | -6  |

Legenda:
      Promosso in Serie A2 2013-2014.
Note:
Tre punti a vittoria, uno per il pareggio, zero a sconfitta.

### Girone 2
|                | 1ª giornata                       |       |
| -------------- | --------------------------------- | ----- |
| 17 maggio 2013 | Montecchio Maggiore - Roller Lodi | 2 – 3 |
| 17 maggio 2013 | Castiglione – Roller Salerno      | 6 – 3 |

|                | 2ª giornata                          |       |
| -------------- | ------------------------------------ | ----- |
| 18 maggio 2013 | Castiglione - Roller Lodi            | 2 – 0 |
| 18 maggio 2013 | Roller Salerno - Montecchio Maggiore | 6 – 4 |

|                | 3ª giornata                       |       |
| -------------- | --------------------------------- | ----- |
| 18 maggio 2013 | Roller Lodi - Roller Salerno      | 4 – 4 |
| 18 maggio 2013 | Castiglione - Montecchio Maggiore | 4 – 3 |

|  | Pos. | Squadra        | Pt | G | V | N | P | GF | GS | DR |
|  | ---- | -------------- | -- | - | - | - | - | -- | -- | -- |
|  | 1.   | Castiglione    | 9  | 3 | 3 | 0 | 0 | 12 | 6  | +6 |
|  | 2.   | Roller Salerno | 4  | 3 | 1 | 1 | 1 | 13 | 14 | -1 |
|  | 3.   | Roller Lodi    | 4  | 3 | 1 | 1 | 1 | 7  | 8  | -1 |
|  | 4.   | Montecchio M.  | 0  | 3 | 0 | 0 | 3 | 9  | 13 | -4 |

Legenda:
      Promosso in Serie A2 2013-2014.
Note:
Tre punti a vittoria, uno per il pareggio, zero a sconfitta.

### Finale 7º-8º posto
| Castiglione della Pescaia 19 maggio 2013, ore 9:00 CEST | Amatori Breganze | 1 – 3 | Montecchio M. | Pala Casa Mora |

### Finale 5º-6º posto
| Castiglione della Pescaia 19 maggio 2013, ore 10:30 CEST | Amatori Lodi | 4 – 1 | Roller Lodi | Pala Casa Mora |

### Finale 3º-4º posto
| Castiglione della Pescaia 19 maggio 2013, ore 12:00 CEST | La Mela | 3 – 5 | Roller Salerno | Pala Casa Mora |

### Finale 1º-2º posto
| Castiglione della Pescaia 19 maggio 2013, ore 13:30 CEST | Forte dei Marmi | 3 – 4 | Castiglione | Pala Casa Mora |

## Verdetti
| Verdetto             | Club                            |
| -------------------- | ------------------------------- |
| Promosse in Serie A2 | Castiglione Forte dei Marmi (B) |